# 陳貽焮
陈贻焮（1924年—2000年），字一新，湖南新宁人，中国学者、教育家，北京大学教授。主要研究中国文学史与古典诗词。

## 生平
- 1946年考入北京大学先修班，1950年开始发表文学作品。
- 1953年毕业于北京大学中文系。毕业后留校任中文系教授、博士生导师。
- 1979年加入中国作家协会。
- 2000年去世。

## 作品
著有《杜甫评传》、《王维诗选》、《唐诗论丛》、《孟浩然诗选》、《论诗杂著》、《梅棣庵诗词集》等。